# Dąbrowa (powiat wągrowiecki)
Dąbrowa – wieś pałucka w Polsce położona w województwie wielkopolskim, w powiecie wągrowieckim, w gminie Damasławek.
W latach 1975–1998 miejscowość należała administracyjnie do województwa pilskiego.

## Historia
Miejscowość notowana w różnych formach od czasów średniowiecza: Dambrowo (1398), Dambrova (1497),Dambrowa (1511-23), Dąbrowa (1577), Dąbrowa (1775), Dąbrowo (1827), Dabrowa (1846), Dąbrowo (1880), Dąbrowa (1921).